# Rafael Manzanares Aguilar
Rafael Manzanares Aguilar. (La Esperanza, departamento de Intibucá; 17 de julio de 1918 - Tegucigalpa, M.D.C. en la república de Honduras; 28 de agosto de 1999) fue un licenciado en Derecho, profesor y folclorista hondureño, autor y compositor de música. Rafael Manzanares fundador y director del Cuadro Nacional de Danzas Folklóricas de Honduras, fue pionero en destacar el folklor, la cultura y la historia nacional de Honduras.

## Biografía

### Primeros años y educación
Rafael Manzanares Aguilar fue hijo del matrimonio compuesto por el señor Santiago Manzanares y la señora María de los Ángeles Aguilar. realizó su educación primaria y secundaria en su ciudad natal y seguidamente se trasladó a Tegucigalpa para continuar sus estudios universitarios en la Universidad Central, de la cual obtuvo el título de Licenciado en Derecho.

### Cargos desempeñados
Rafael Manzanares comenzó su carrera profesional en la década de 1940 como maestro y jugador de marimba con la  Orquesta Tropical de Antonio Medina . Fue nombrado como secretario del consejo del Distrito Central y seguidamente fue director general de cultura y de la Secretaría de Cultura y Turismo (SECTUR). Manzanares Aguilar estudió música y se entregó de lleno a investigar sobre los bailes y la música autóctona y folclórica en Honduras; para ello, visitó los lugares donde estaban aquellas costumbres tradicionales del país y realizó recopilaciones de las mismas, su trabajo le valió el reconocimiento del gobierno y su mención como Director y fundador de Oficinas del Folclore Nacional, que estaba adscrita al Ministerio de Educación Pública y se le reconoce haber sido el primer director. Rafael Manzanares fue fundador del Cuadro Nacional de Danza Folklóricas de Honduras Este fue el primer grupo artístico en Honduras que nació en 1958 a iniciativa de Rafael Manzanares. En la actualidad el Cuadro Nacional de Danza Folklóricas de Honduras está integrado por unos 11 empleados de la Secretaría de Cultura, Arte y Deporte (SCAD), de ellos se extienden unos 500 grupos en diferentes regiones y más de 1,000 instructores a nivel nacional quienes mantienen viva esta llama cultural. Desde el Cuadro Nacional de Danza Folklóricas de Honduras se instruyen unas 50 escuelas en la capital y más de 700 en todo el país.
Una de las Danzas folclóricas típicas y de carácter jocosa es la "El Zopilote", inspirada en el volar y caminar del ave zopilote (ave de rapiña centroamericana) que fue recopilada por el Profesor Manzanares en la ciudad de Yuscarán, departamento de El Paraíso y el que es interpretado por el Cuadro Nacional de Danza Folklóricas de Honduras. Del repertorio de música del Profesor Manzanares, se encuentra una melodía y letra hacia la ciudad de San Pedro Sula y la tonada "Conozca a Honduras" en cuya letra hace una descripción del país y sus habitantes.
- Laboro además en la radio HRN como comentarista.
- El 22 de noviembre de 1956 fundó el Cuadro Nacional de Danza Folklóricas de Honduras, donde también fue director y coreógrafo. Desde esa fecha hasta la actualidad el grupo ha tenido la labor de rescatar, preservar, difundir y proyectar la danza folclórica de Honduras.[8]

## Trabajos publicados
- "Conozca a Honduras" (libro didáctico de canciones siendo el profesor Manzanares su autor y compositor)
- "Por las sendas del folclore"[9]
- "Fulgores de Nacionalidad"[10]
- "Desarrollo de la música en Honduras"
- "El Folclore Hondureño" (Editado por la Organización de los Estados Americanos O.E.A.)
- "El folklore en Honduras: Concepto."[11]

## Danzas Recogidas
Rafael Manzanares en su trabajo de campo etnográfico recopiló muchas diferentes danzas tradicionales de los pueblos de Honduras. Entre ellas se encuentran las siguientes danzas archivadas por la Oficina Nacional del Folclore de Honduras:
| Danza                                | Tipo             | Región                                                  | Muestras |
| ------------------------------------ | ---------------- | ------------------------------------------------------- | --- |
| El Barreño                           | Creole           | Lodo Colorado, Santa Rosa de Copán, Copán               | * Arte UNAH |
| Los Caballitos                       | Creole Imitation | Yoro, Yoro                                              | * Ballet Folklórico de Honduras Oro Lenca                                                                                           |
| La Cadena                            | Indigenous       | Olanchito, Yoro                                         | * El IJAP en la Villa Olímpica * Las Lajas (2012)                                                                                   |
| El Callado                           | Colonial         | San Francisco, San Marcos de Colon, Choluteca           | * Grupo Folklórico Gualala, Encuentro Folklórico Zope Rey                                                                           |
| La Correa                            | Creole           | Cacaurtare, municipio de Pespire, Choluteca             | * Azacualpa Danza La Correa * Instituto San José, Progresso                                                                         |
| La Coyota                            | Creole Imitation | La Esperanza, Intibucá                                  | |
| Las Escobas                          | Indigenous       | Santa María, La Paz                                     | * Ballet Folklórico Sampedrano Sectur * Grupo Folklórico Lentercala                                                                 |
| El Guapango Chorotega                | Creole           | Linaca, Choluteca                                       | * Ballet Folklórico de Honduras Oro Lenca (2017) * Universidad Pedagógica Nacional Francisco Morazán (2014)                         |
| El Jarabe Yoreño                     | Colonial         | Victoria, Yoro                                          | * Leon Alvarado (2012) |
| El Jutiquile                         | Creole           | Jutikile, Olancho, Olancho                              | * Danzas Folklóricas ARTE-UNAH |
| El Pereke                            | Colonial         | Santa Teresa, El Triunfo, Choluteca                     | * Grupo Jade * IJAP Egresados (2014)                                                                                                |
| El Revuelto                          | Creole           | Linaca, Choluteca                                       | * Grupo Folklórico Azacualpa |
| Sos un Ángel                         | Indigenous       | Olanchito, Yoro                                         | * Sos un Ángel * Centro Escolar Alberto Masferrer                                                                                   |
| El Sueñito                           | Indigenous       | Cacautare, Pespire, Choluteca                           | * Ballet Folklórico de Honduras Oro Lenca (2014) * Grupo de Proyeccioón Folklórica Zorzales de Sula con Marimba Usula Internacional |
| El Torito Pinto                      | Creole Imitation | La Esperanza, Intibucá; Alianza, Valle                  | * UNAH |
| La Tusa                              | Indigenous       | Cantarranas (now San Juan de Flores), Francisco Morazán | * El Grande de Grandes (2015) |
| El Xixique                           | Indigenous       | Cacautare, Municipio de Pespire, Choluteca              | * El Instituto Doctora Jesus Aquilar Paz (2016)                                                                                     |
| El Zapateado (Dance of the Machetes) | Creole           | San Martín, Choluteca                                   | * Festival Regional Zona Norte * Competencia Nacional * Inst. Perla del Ulúa, Progresso                                             |
| El Zopilote                          | Creole Imitation | Yuscarán, El Paraíso.                                   | * instituto Leon Alvarado de Comayagua (2010) * El Zopilote                                                                         |

## Menciones honoríficas
Los siguientes son unos de muchos reconocimientos nacionales e internacionales que le fueron entregado a Rafael Manzanares Aguilar.
- Premio Nacional de Arte Pablo Zelaya Sierra del año 1970.
- Diploma de Reconocimiento de la Mesa Redonda Panamericana, sección Honduras, declarando al Rafael Manzanares Aguilar como Folclorista del año 1964.
- Diploma de Honor al Mérito otorgado por el comité Feria Internacional de Primavera, Guatemala, el 10 de septiembre de 1959.
- Diploma de Honor al Mérito otorgado por la Sociedad Folclórica de Guatemala en septiembre de 1962.
- Diploma y llave de la ciudad, otorgado por el Alcalde de New Orleans, declarando a Rafael Manzanares Aguilar, Ciudadano Honorario de la Ciudad de New Orleans, el 12 de octubre de 1973.
- Invitado de honor del Departamento de Estado de los Estados Unidos.
- Declaración de La Esperanza como la Capital Nacional del Folclore de Honduras y la designación del último sábado de julio[nota 1] para el festival folclórico nacional El Grande de Grandes en homenaje póstumo ofrecido al reconocido Rafael Manzanares Rafael Manzanares[1][13][14]